# Lieutenant (France)
Pour les autres articles nationaux ou selon les autres juridictions, voir Lieutenant (grade militaire).

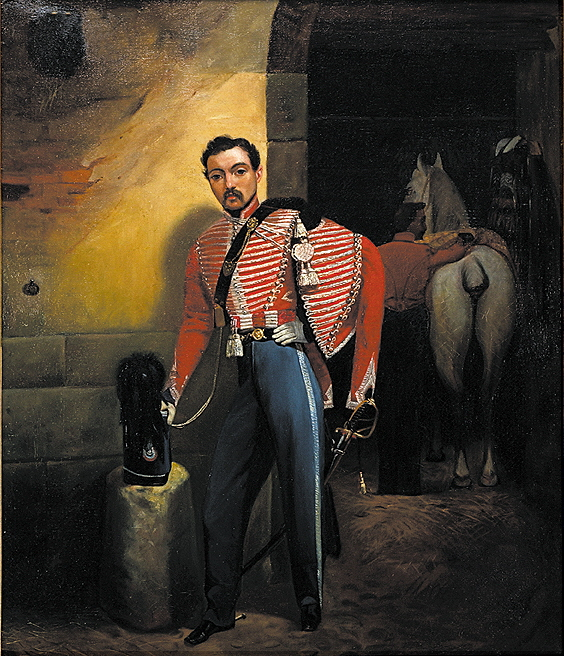
Vers 1838 : lieutenant des hussards portant, sous sa pelisse écarlate à tresses d'argent, un dolman de la même couleur, son shako à plumet vert est posé sur un chasse-roue.

En France, le grade de lieutenant est le deuxième des officiers subalternes, après celui de sous-lieutenant et avant celui de capitaine. Son insigne est composé de deux galons : .
Dans la Marine nationale, il correspond au grade d'enseigne de vaisseau de 1re classe.
Cas particulier : par une survivance historique, l'appellation orale « mon lieutenant » peut être utilisée lorsqu'elle s'adresse à un adjudant ou à un adjudant-chef de l'arme blindée cavalerie.
C'est sous Louis XII qu'apparaît ce grade, pour donner un adjoint au capitaine, commandant la compagnie.

## Fonctions habituelles
Le lieutenant est habituellement chef de section (ou de peloton pour la cavalerie et le train). Une section est composée, outre son chef, d'un sous-officier adjoint, et de 3 ou 4 groupes (commandés par des sergents, sergents-chefs, voire caporaux-chefs).
Le lieutenant peut également être chef d'un service.

## Tradition des lieutenants
Les aspirants, sous-lieutenants et lieutenants d'un régiment de l'Armée de terre sont regroupés dans le club des lieutenants, animé par le président des lieutenants (PDL). Le PDL est souvent le lieutenant le plus ancien en grade, élu par ses camarades ou désigné par le chef de corps. Le popotier est au contraire le lieutenant, le sous-lieutenant ou l'aspirant le plus jeune. Il est chargé d'organiser la logistique des activités, annoncer la poussière (coutume qui consiste à boire cul-sec un fond de verre de vin au début du repas) et déclamer le menu des popotes (repas de tradition). Un bon popotier doit avoir juste ce qu'il faut d'impertinence.
Le rôle du club des lieutenants est de maintenir un esprit potache et convivial dans un régiment, de faire la liaison entre les anciens et les nouveaux arrivants, de maintenir la cohésion.
| France                      | Grades de l'Armée de terre |                     |
| Précédé par Sous-lieutenant | Lieutenant                 | Suivi par Capitaine |

| Grades de la Gendarmerie nationale française Lieutenant |  |                     |
| Précédé par Sous-lieutenant                             |  | Suivi par Capitaine |

| France                      | Grades de l'Armée de l'air |                     |
| Précédé par Sous-lieutenant | Lieutenant                 | Suivi par Capitaine |